# Lolland (eiland)

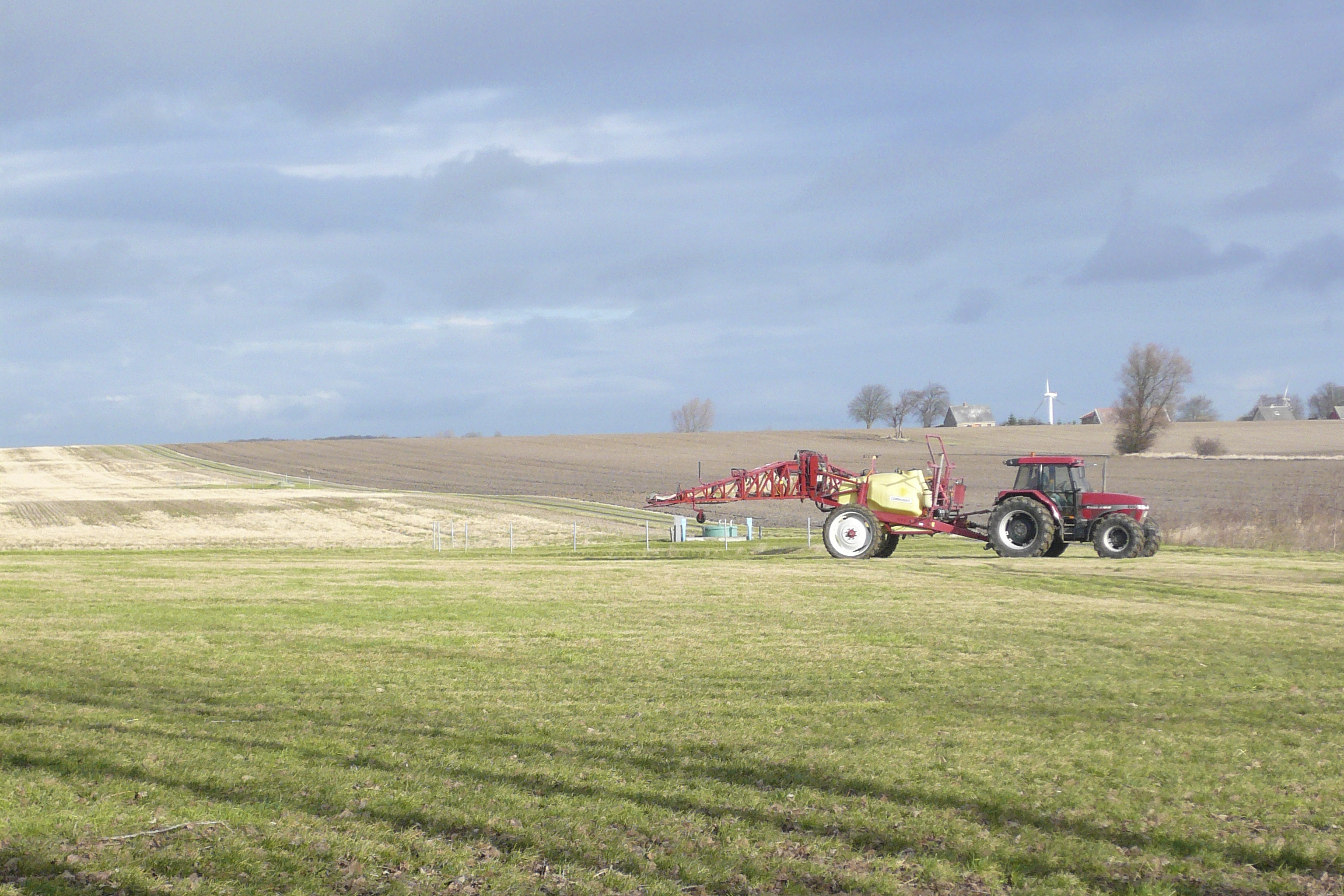
Landbouw op Lolland

Lolland is het op drie na grootste eiland van Denemarken. Het eiland heeft een oppervlakte van 1243 km² en wordt door de smalle Guldborgsund gescheiden van het naburige Falster.
Met circa 12.500 inwoners is Nakskov de grootste plaats van Lolland. Andere plaatsen zijn Maribo, Sakskøbing en Rødby.
De naam Lolland (vroeger gespeld als Laaland) betekent Laagland. Het hoogste punt van het eiland, vlak bij het dorp Horslunde, ligt op 25 meter. Dit was een belangrijke plek voor het communicatienetwerk van de Duitsers tijdens de Tweede Wereldoorlog. Het grootste meer op Lolland is de 852 ha grote Maribo Søndersø, die met drie kleinere meren het natuurpark Maribosøerne vormt.
Het vlakke, vruchtbare eiland staat van oudsher bekend om zijn productie van suikerbieten. Van de vele suikerfabrieken die er ooit waren, is die van Nakskov nog in bedrijf. Nakskov had tot 1986 ook belangrijke scheepsbouw. De sluiting van de werf was een slag voor de stad en voor het eiland: Lolland is een van de armste gebieden van Denemarken.

## Verkeer
Lolland is een schakel in de Vogelfluglinie tussen Duitsland en Denemarken. In 2008 kwamen beide landen overeen een vaste oeververbinding tot stand te brengen, de zogenaamde Fehmarnbeltverbinding.
De spoorlijn die de veerhaven Rødbyhavn met Nykøbing op Falster verbindt, maakt deel uit van de Vogelfluglinie. Sinds eind 2019 tot de opening van de vaste oeververbinding echter niet en rijden de treinen zolang via Funen. Ook vanuit het westelijke Nakskov is er een spoorverbinding met Falster, die wordt onderhouden door Regionstog.
Het treinverkeer passeert de Guldborgsund bij de Frederik IX-brug (1963), die ook door het wegverkeer wordt gebruikt. Ten noorden daarvan bevinden zich twee andere vaste oeververbindingen: de Guldborgsundtunnel (1988) voor het wegverkeer van de Sydmotorvejen, en de Guldborgsundbrug (1934) bij het noordelijke Guldborg.
Behalve een veerdienst over de Fehmarnbelt naar het Duitse Fehmarn is er ook een veerdienst over de Langeland Belt, tussen Tårs en Spodsbjerg.

## Bestuur
Lolland maakt sinds 1 januari 2007 deel uit van de regio Seeland en telt sindsdien twee gemeenten: Lolland in het westen en Guldborgsund in het oosten. De laatste gemeente ligt gedeeltelijk op Falster. Voor 2007 behoorde Lolland tot de provincie Storstrøm.

## Bezienswaardigheden
Zie ook de artikelen over de op Lolland gelegen gemeentes.
- Op het eiland staat een belangrijk museum voor Deense beeldende kunst, het Fuglsang Kunstmuseum.
- Op Lolland ligt het attractiepark Knuthenborg Safaripark.
- Op het eiland bevindt zich het openluchtmuseum Middelaldercentret, gewijd aan de middeleeuwen.
- Op Lolland liggen talrijke bewaard gebleven grafmonumenten uit de Jonge Steentijd, die archeologen beschouwen als van internationale betekenis.

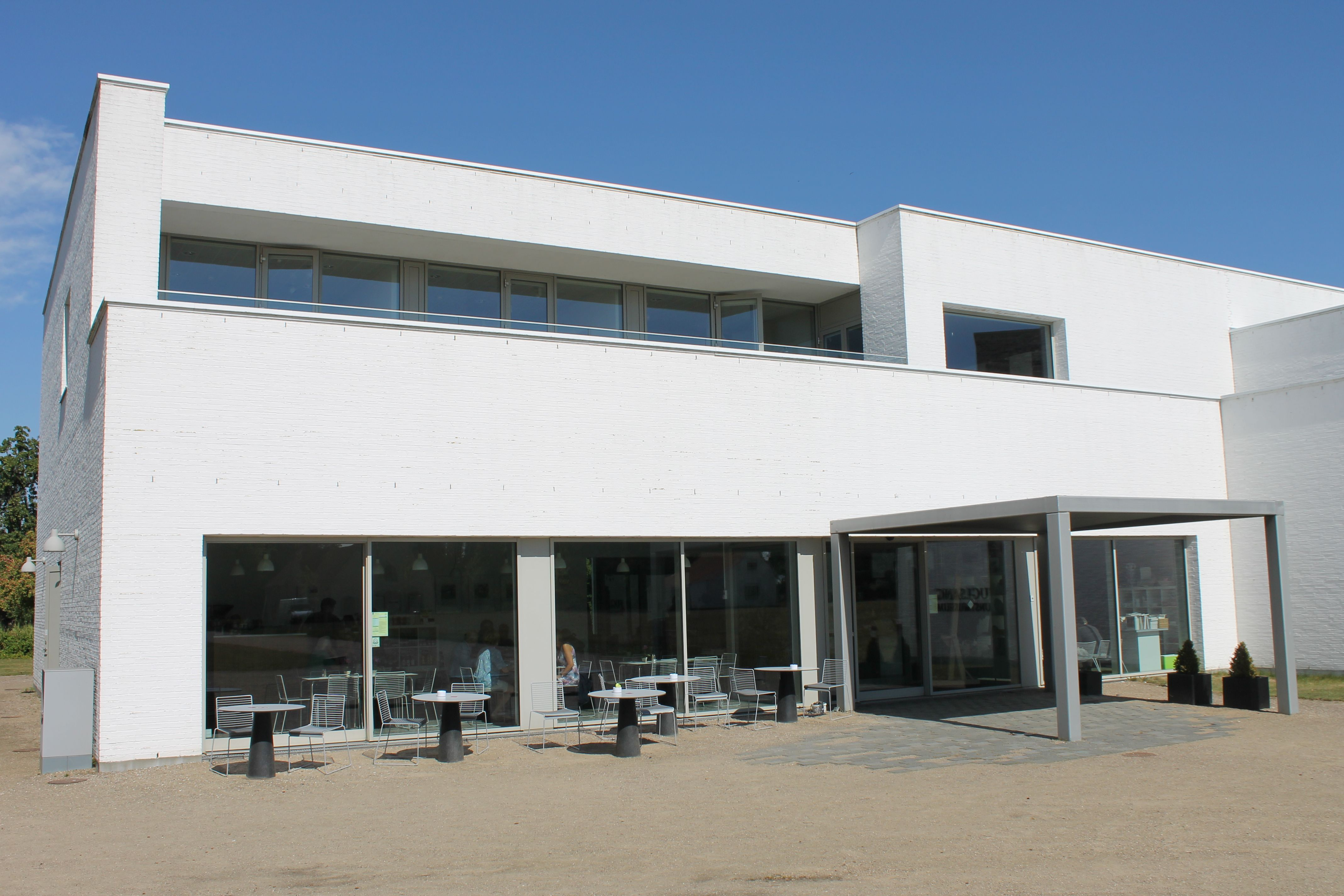
Ingang Fuglsang Kunstmuseum
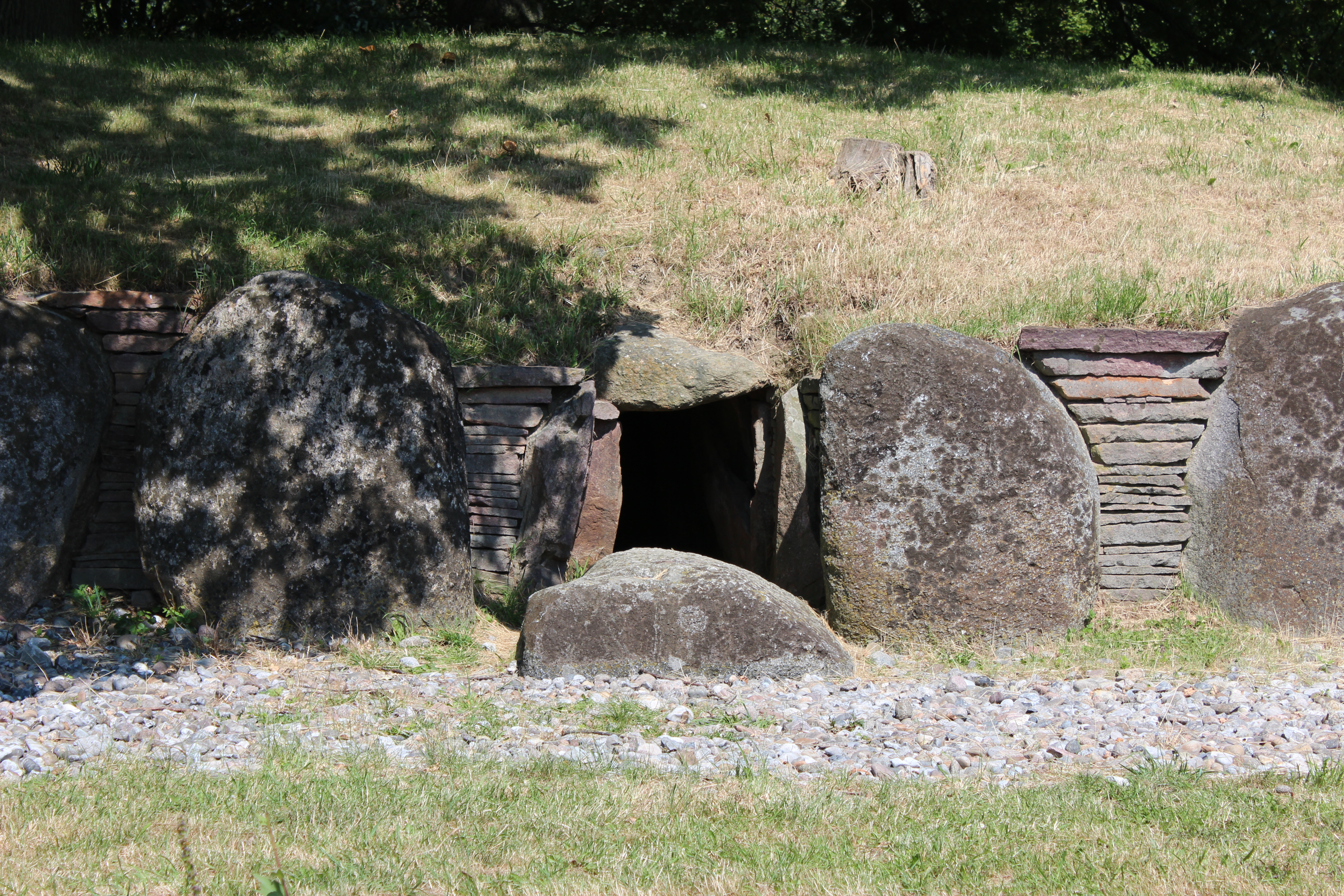
Ingang van het ganggraf Kong Svends Høj

## Bekende inwoners
De Deense dichter, toneelschrijver en lutherse dominee Kaj Munk (1898-1944) is op Lolland geboren.